# Theodor Marcus
Theodor Marcus (geboren  20. April 1894 in Breslau, Provinz Schlesien; gestorben 28. März 1973 in Lugano) war ein deutscher Verleger.

## Leben

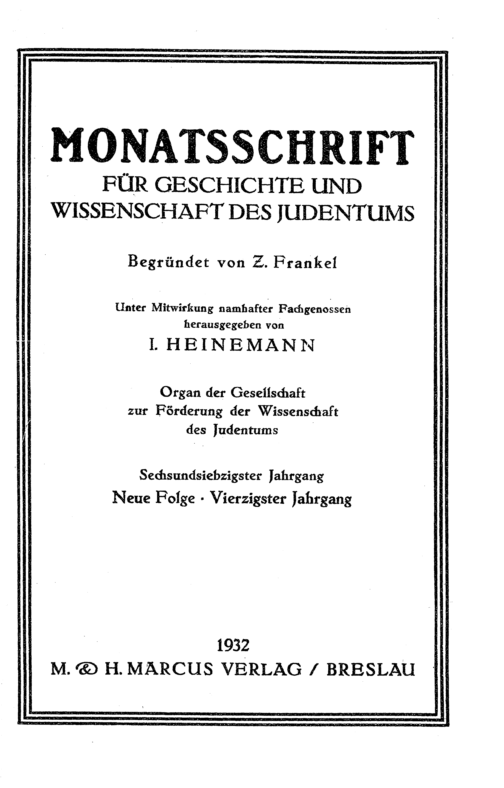
MGWJ 1932

Theodor Marcus war ein Sohn des Breslauer Buchhändlers Max Marcus (1862–1929), der Inhaber der Wilhelm Köbnerischen Buchhandlung war. Er absolvierte eine Lehre als Verlagsbuchhändler in Breslau, Leipzig und Paris. Er war bei den Jungbuchhändlern und in der Sozialistischen Arbeiter-Jugend (SAJ) aktiv und meldete sich 1914 im nationalen Überschwang als Kriegsfreiwilliger. Marcus geriet 1917 in britische Kriegsgefangenschaft. Er war wegen Giftgases an einer Lungentuberkulose erkrankt und gelangte alsbald in einem Gefangenenaustausch nach Deutschland zurück und ging bis 1920 zum Auskurieren in die Schweiz. Er heiratete die Schweizerin Gret Hagmann. 1922 wurde er Partner seines Vaters im Verlag M. & H. Marcus, in dem in Kooperation mit wissenschaftlichen Gesellschaften, der Universität Breslau, der TH Breslau und der IHK Breslau Schriften aus den Bereichen Rechtswissenschaft, Geographie und Geistesgeschichte erschienen. Marcus wurde Verleger der Moses-Mendelssohn-Jubiläumsausgabe, der Germania Judaica und übernahm 1932 die Monatsschrift für Geschichte und Wissenschaft des Judentums. Er selbst engagierte sich in der SPD, im Central-Verein deutscher Staatsbürger jüdischen Glaubens und zwischen 1926 und 1932 im Werbeausschuss des Börsenvereins des deutschen Buchhandels.
Nach der Machtübergabe an die Nationalsozialisten wurde er als Jude verfolgt und floh 1936 in die Tschechoslowakei. Den rechtswissenschaftlichen Teil des Verlags musste er im Rahmen der Arisierung verkaufen, der Transfer des judaistischen Teils wurde ihm von der Reichsschrifttumskammer nicht genehmigt. Marcus gründete in Prag den Academia-Verlag mit einem dreisprachigen Programm. Zu den Autoren gehörte der tschechoslowakische Staatspräsident Eduard Benesch mit einem Buch über Descartes.
Nach der Zerschlagung der Tschechoslowakei Anfang 1939 bemühte sich Marcus um die Ausreise, die ihm erst im Januar 1940 mit einer Fahrt nach Chile glückte. Nach Kriegsende kehrte er nach Grono in der Schweiz zurück und publizierte im Börsenblatt mehrere autobiografisch gefärbte Beiträge zur jüngeren Geschichte des deutschsprachigen Verlagswesens, die er noch in einer größer angelegten Geschichte des deutschen Buchhandels vereinigen wollte.

## Schriften (Auswahl)
- Das schlesische Buch und die Heimat. Breslau: Provinzialverein d. Schles. Buchhändler, 1932
- Zur Frage der beruflichen Fortbildung, in: Börsenblatt für den Deutschen Buchhandel, 14. Mai 1927, S. 605ff.
- Als jüdischer Verleger vor und nach 1933 in Deutschland, in: Bulletin des Leo-Baeck-Instituts, Nr. 26, 1964, S. 138ff.
- Das Jahr 1922 und seine Folgen, in: Börsenblatt für den Deutschen Buchhandel, 21. April 1964, S. 689ff.
- Begegnungen. Ein Siebzigjähriger erinnert sich, in: Börsenblatt für den Deutschen Buchhandel, 10. August 1965, S. 1582ff.
- Verlagsgeschichte und Kulturgeschichte 1900–1930. Ein Augenzeugenbericht, in: Börsenblatt für den Deutschen Buchhandel, 23. November 1965, S. 2511ff.
- Verlagsgeschichte und Kulturgeschichte 1900–1930. Ein Augenzeugenbericht II, in: Börsenblatt für den Deutschen Buchhandel, 10. September 1968, S. 2176ff.